# Praia de Santo Amaro de Oeiras
Vista geral da Praia de Santo Amaro de Oeiras, com a desembocadura da ribeira da Laje
A praia de Santo Amaro de Oeiras situa-se na freguesia de Oeiras e São Julião da Barra, Paço de Arcos e Caxias, na Grande Lisboa. A praia, de tipologia urbana e afluência alta, é a maior do concelho de Oeiras, e localiza-se entre a foz da ribeira da Laje e o Forte de São Julião das Maias. O seu areal, de 700 m e declive suave, é atravessado pelo Passeio Marítimo de Oeiras e possui iluminação noturna, para além de apoios de praia e espaços de restauração. Dispõe também de sanitários, chuveiros com passadiços, estruturas de deposição seletiva de resíduos e eco-cinzeiros de praia.
A praia é indicada para a prática de atividades desportivas como o surf, bodyboard e kitesurf, e também se disputam durante o verão torneios de voleibol de praia e de futebol de praia.

## Acessibilidade
A praia pode ser acedida a partir do Passeio Marítimo de Oeiras, e de uma passagem inferior pedonal na sua zona central, entre a praia e o Jardim Almirante Gago Coutinho. A partir daqui, a Av. Miguel Bombarda serve de ligação à estação ferroviária de Santo Amaro, servida por comboios da Linha de Cascais (Urbanos CP Lisboa).
Os acessos viários são feitos através da EN6, que a rodeia, possuindo lugares de estacionamento nas redondezas.

## Fauna
A praia é um local indicado para a observação o pilrito-escuro. Esta espécie frequenta sobretudo os rochedos, ao longo do Passeio Marítimo de Oeiras que passa em frente ao Forte de Santo Amaro do Areeiro e às instalações do Inatel. Esta zona é igualmente frequentada por rolas-do-mar e pilritos-das-praias.

## História
Conta-se que no início do século XX, no advento dos banhos de mar era esta, para o Dr. Manuel de Arriaga (1.º Presidente da República Portuguesa), a principal praia onde se banhava.

## Património
- Forte de São João das Maias